# Muerte en Granada
Muerte en Granada, també coneguda com The Disappearance of Garcia Lorca és una pel·lícula espanyola-estatunidenc dramàtica-biogràfica i de misteri de 1997 dirigida per Marcos Zurinaga i protagonitzada per Esai Morales, Andy García, Edward James Olmos, Miguel Ferrer i Jeroen Krabbé. La pel·lícula està basada en l'obra La represión nacionalista de Granada en 1936 y la muerte de Federico García Lorca (1971), d'Ian Gibson; no obstant això, la història és majorment fictícia, ja que pocs dels esdeveniments relatats s'hi poden relacionar amb la mort "real" de Lorca.

## Sinopsi
Al Madrid de 1934, el jove Ricardo (Esai Morales) queda fascinat, juntament amb el seu millor amic Jorge, davant l'estrena de l'obra de teatre Yerma, escrita per Federico García Lorca (Andy García). Quan després de l'esclat de la Guerra Civil en 1936 els dos amics busquen Lorca pels carrers de Granada, els falangistes peguen un tret Jorge enmig d'una revolta popular, sense reparar dues vegades en la seva edat. A causa de la guerra civil, la família de Ricardo s'exilia a Puerto Rico. Divuit anys més tard, en 1954, l'obsessió per la vida i obra de Lorca que Ricardo porta des de la seva infància el durà a viatjar a Granada per a escriure una biografia sobre la vida d'aquest, encara que en realitat aquesta és només una excusa per a descobrir qui va ser el culpable de l'assassinat del poeta.

## Repartiment
- Andy García - Federico García Lorca
- Edward James Olmos - Roberto Lozano
- Esai Morales - Ricardo adult
- Naím Thomas Mansilla - Ricardo jove
- Miguel Ferrer - Centeno
- Jeroen Krabbé - Coronel Aguirre
- Eusebio Lázaro - Vicente Fernandez
- Marcela Walerstein - Maria Eugenia

## Palmarès cinematogràfic
XII Premis Goya
| Categoria                         | Persona                       | Resultat |
| --------------------------------- | ----------------------------- | -------- |
| Millor disseny de vestuari        | León Revuelta                 | Nominat  |
| Millors maquillatge i perruqueria | Francisca Guillot Miguel Sesé | Nominat  |